# マニラ・ライトレール1000形電車
1000形はフィリピンの首都・マニラでライト・レール・トランジット・オーソリティ（Light Rail Transit Authority、LRTA）が運営するマニラ・ライトレール・トランジット・システムで使用される電車の1形式。開業時に導入された第1世代（First Generation）の車両（LRV）である。

## 概要
首都・マニラにおける渋滞を始めとする深刻な道路事情の悪化を解決するべく、フィリピンでは1970年代以降路線バスやジープニーに次ぐ新たな公共交通機関としてライトレールの建設が検討されるようになり、1980年7月12日フェルディナンド・マルコス大統領（当時）の元で、マニラ首都圏を走るライトレールを運営するライト・レール・トランジット・オーソリティ（Light Rail Transit Authority、LRTA）が設立され、計画が本格的に始動した。
このプロジェクトにあたってはベルギー政府から3億ペソの借款を受けており、施設や信号、通信設備の建設、乗務員の訓練、技術支援などもベルギーの企業によるコンソーシアムによって実施された。そして車両についても、ベルギーの鉄道車両メーカーであるBN（Constructions Ferroviaires et Metalliques）と機械メーカーのACEC（Ateliers de Constructions Electriques de Charleroi）によって製造される事となった。これがマニラ・ライトレール・トランジット・システム最初の車両（First Generation）の1000形である。
製造当初は3車体連接車を連結した2両編成を基本とし、路面電車車両を基に設計された車体は鋼製であった。車体両側に計5箇所づつ設置されている乗降扉はプラグドアを採用しており、扉との接触を防ぐためプラットホームの高さは車両の床面高さ（900 mm）よりも低い700 mmに設計された。また冷房は搭載されておらず、車内の通風は強制換気装置を用いて行われ、1両につき12基が設置された。
台車は車端寄りの2台は出力218 kwの直流直巻電動機を1基搭載した電動台車、連接部の台車は付随台車である。双方とも台車枠は内側に設置されており、軸ばねは円錐ゴムを、枕ばねはコイルばねを使用しており、車輪は弾性車輪を採用している。

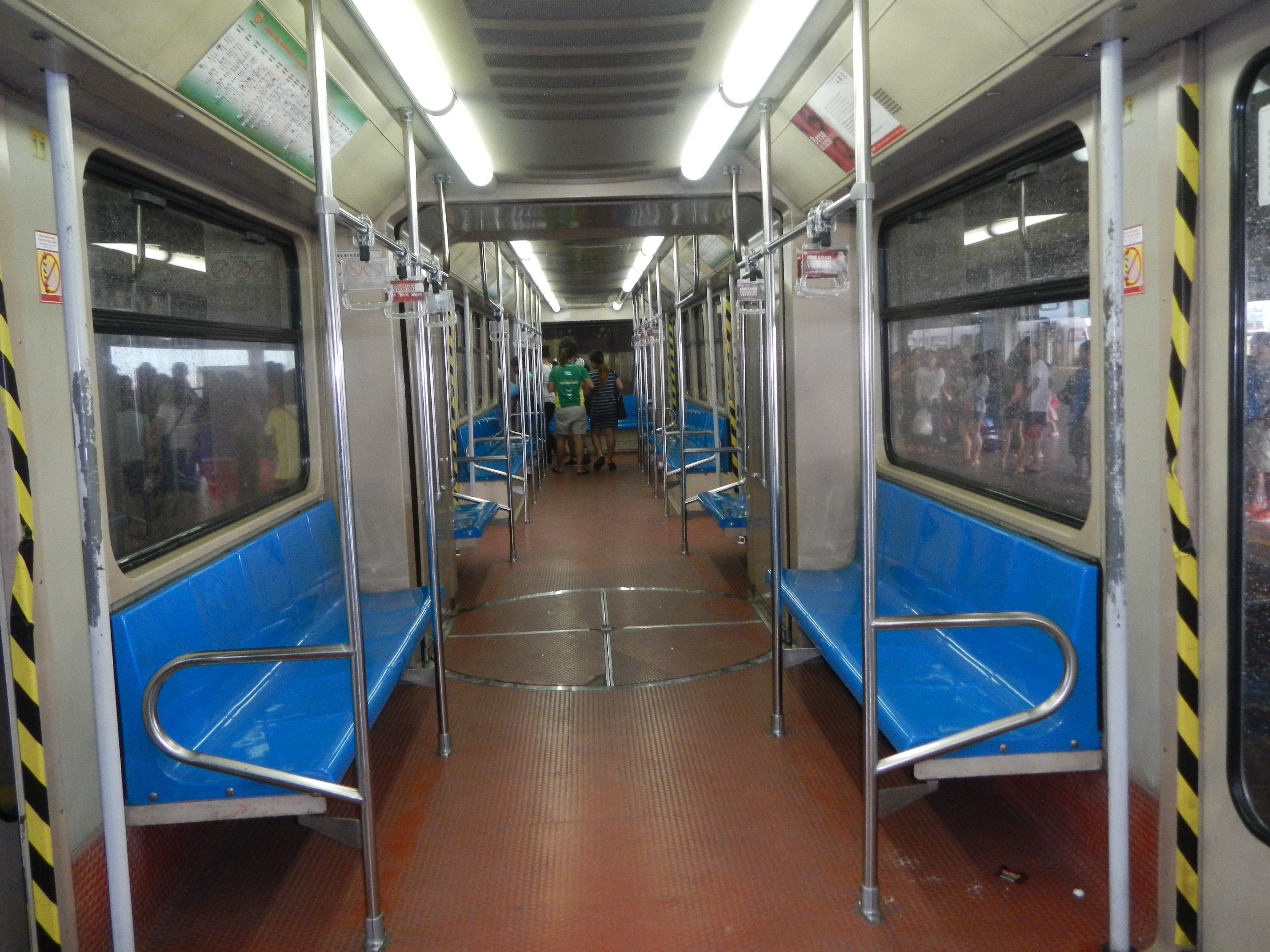
車内
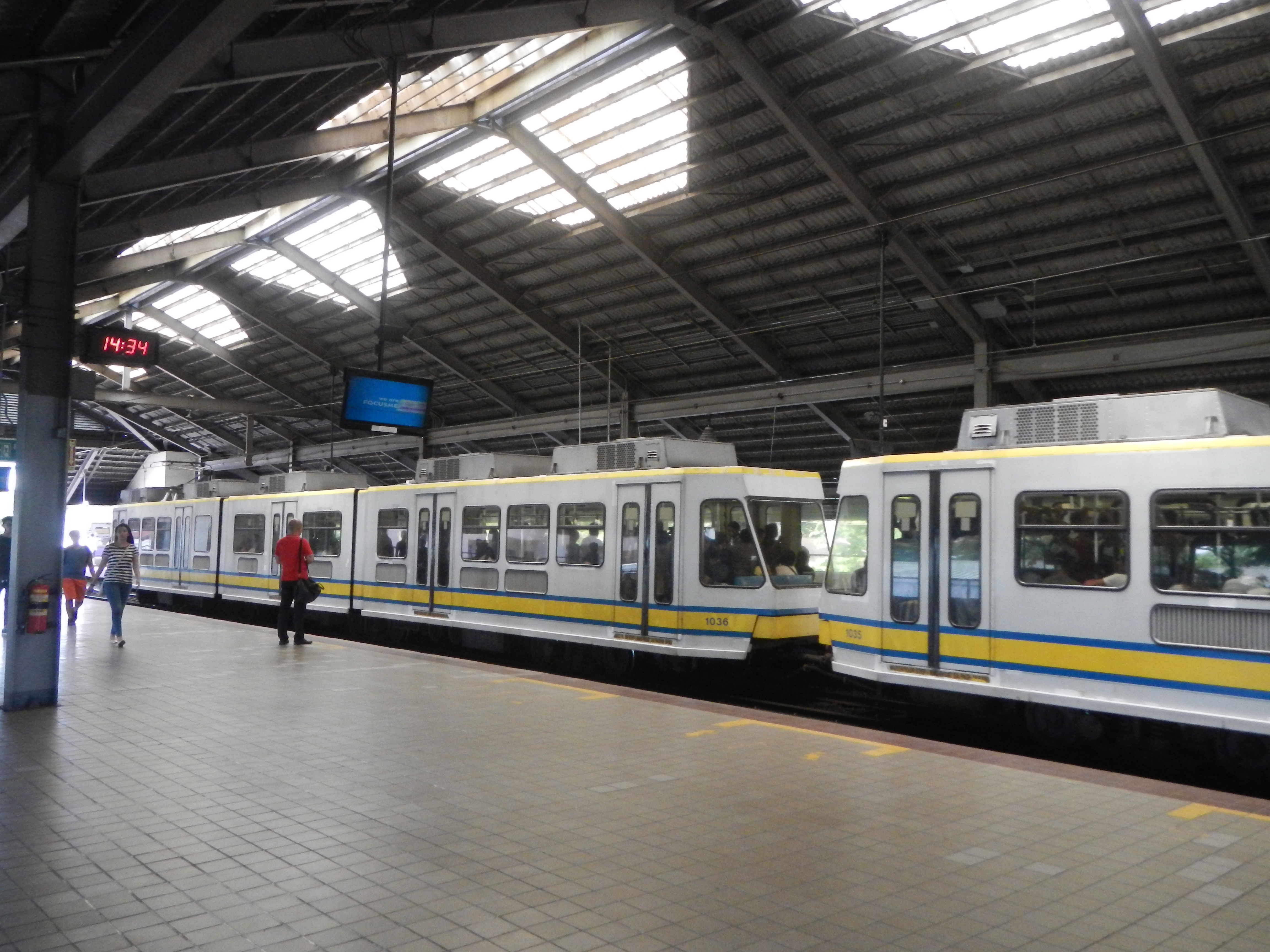
連結面側には前照灯や尾灯は設置されていない
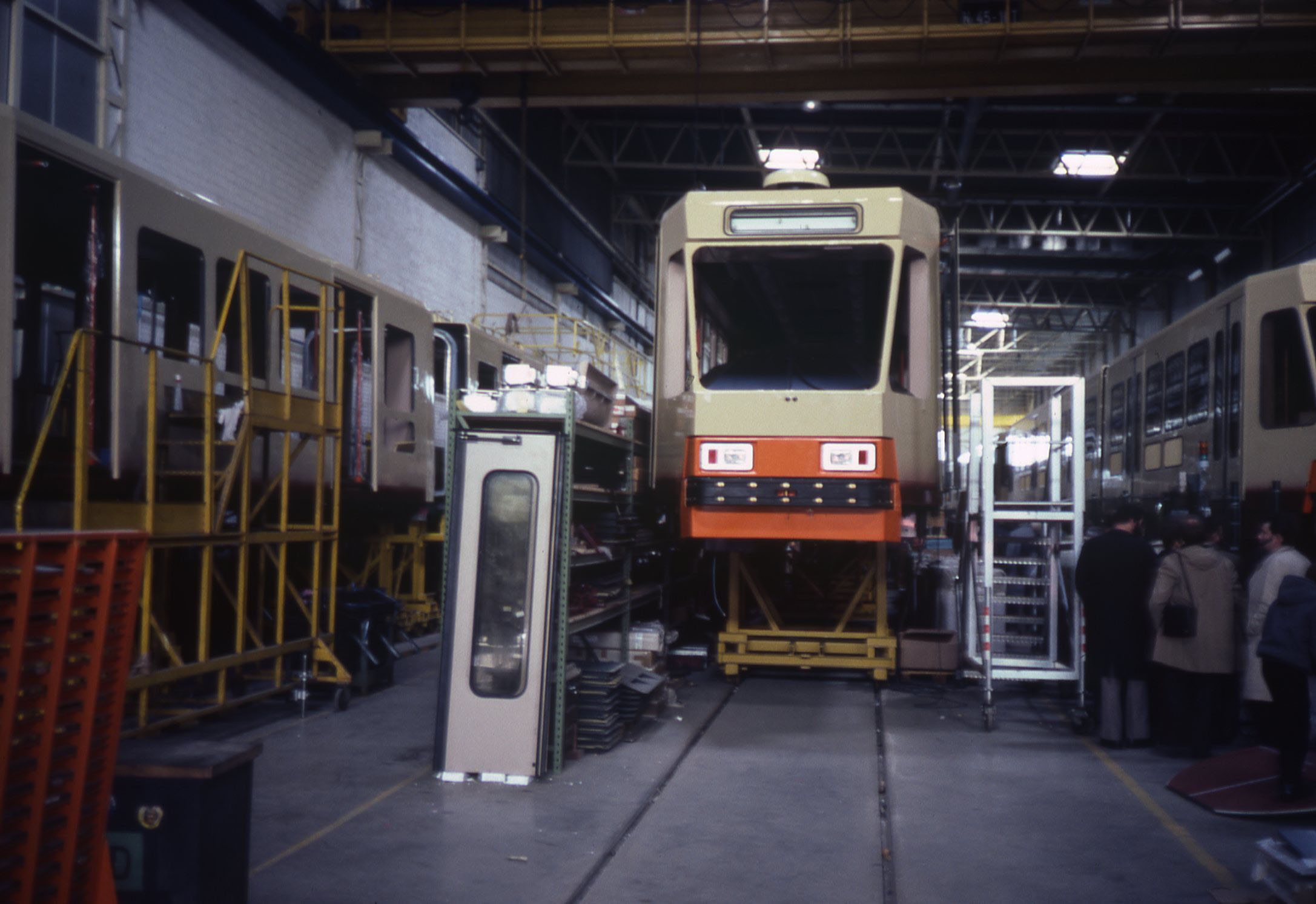
ベルギーのBNの工場で製造中の1000形

## 運用

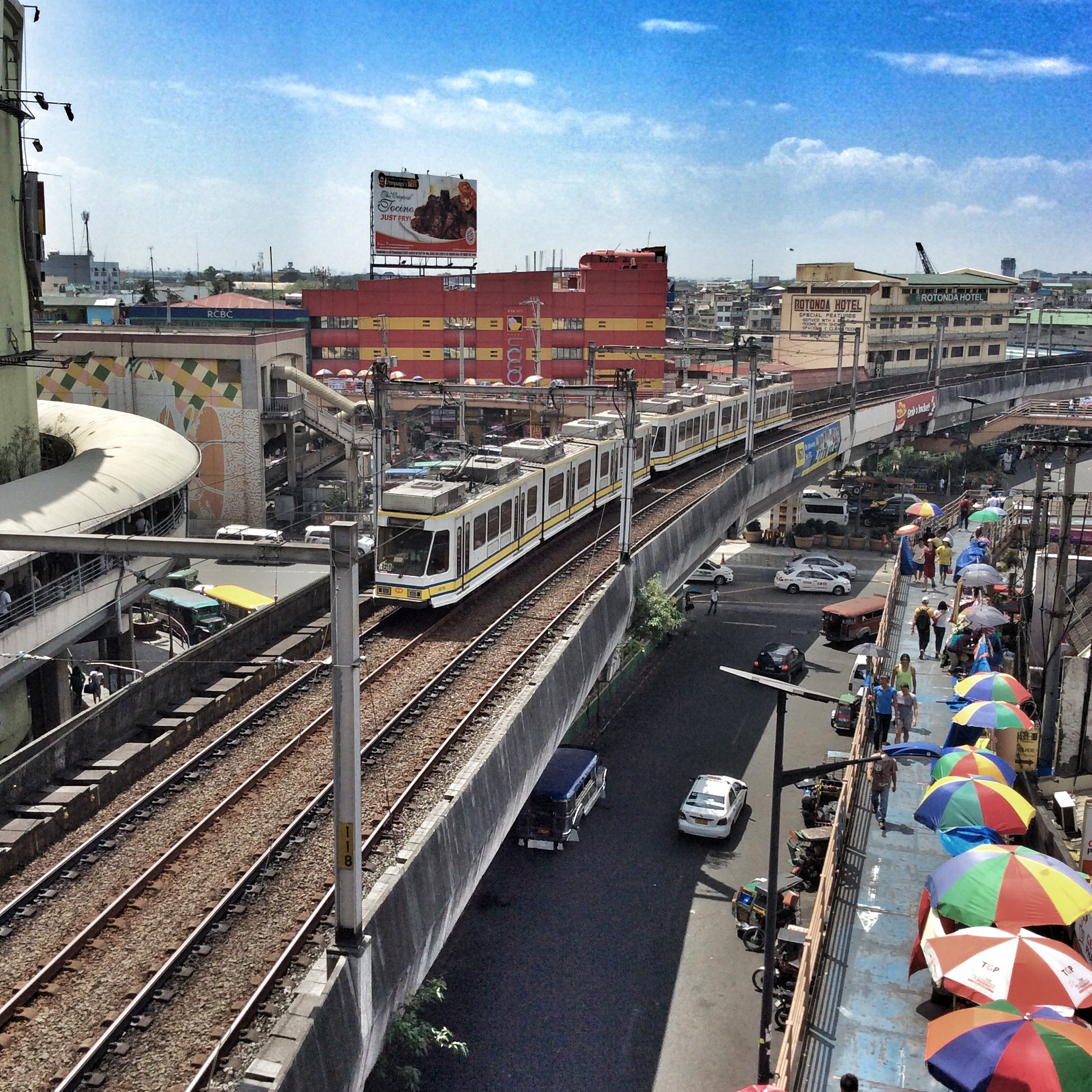
2両編成で運行する冷房搭載後の1000形

最初の車両は1982年10月にマニラへ到着し、翌1983年までに通電を含めた工事が完了した事で、1984年3月から無料体験乗車を含めた試運転が実施された。そして同年12月1日のLRT1号線の開通と共に1000形の営業運転が始まった。
開業以降LRT1号線の利用客は増加の一途を辿り、1989年の時点で既に1000形2両編成だけでは需要を満たす事が出来ず、積み残しや遅延が日常的に発生する状態となっていた。そこで、フィリピン政府によって1993年に採択された国家計画の元、日本の国際協力機構の援助を受け輸送力増強プロジェクト（Phase-I）が実施された。その中で1000形についても1999年に3両編成への組み換えが行われ、従来の2両編成32本から3両編成21本 + 予備車1両に変更された。計画当初は1000形の更なる増備も計画されていたが、輸送需要の増加が想定以上だった事を受け、4両編成の新型電車を導入する形に変更した。
その後、製造当初存在しなかった冷房装置について2004年から全車に対して設置工事が行われ、強制換気装置を取り外した上で1両につき5台が搭載された。更に製造から30年以上が経過した2015年以降は電気機器の交換や車体、内装の修繕を含めた大規模な更新工事が実施され、2017年までに完了している。
2016年現在、後述の1037を除いた63両が在籍する。

## 事件
1000形のうち1037は、2000年12月30日に発生した爆破テロ事件により大きな損傷を受け廃車されている。